# Hrvatski vjesnik (Melbourne)
Hrvatski vjesnik (engl. The Croatian Herald), novinski je mjesečnik na hrvatskome i engleskome jeziku koji izlazi u Melbourneu, u Australiji.

## Povijest
Prvo izdanje izašlo je 16. kolovoza 1983. godine. Do svibnja 2025. godine izlazio je kao tjednik, a od tada kao mjesečnik. Dok je bio tjednik tiskao se u oko 12 000 primjeraka na tjedan, koji su se distribuirali putem novinskih agencija u sljedećim gradovima: Melbourne, Geelong, Sydney, Canberra, Brisbane,  Adelaide, Perth i Hobart.

## Glavni urednici
- Ivan Butković (1983. – 1991.)[4]
- Tomislav Starčević[5] (1992. – 2007.)[4]
- Tonči Prusac (2007. – 2011.)[4]
- Zoran Juraj Sabljak (2011. – danas)[4]

## Suradnici
Do danas su članke za Hrvatski vjesnik pisali Ivan Butković, Bože Vukušić, Anto Marinčić, Mate Bašić, Brian Gallagher, Josip Jurčević, Željko Dogan, i ini. 

## Vanjske poveznice
- (engl.), (hrv.) Hrvatski vjesnik-The Croatian Herald  Arhivirana inačica izvorne stranice od 15. veljače 2015. (Wayback Machine)
- (hrv.) (eng.) Hrvatski vjesnik - The Croatian Herald (stare, arhivirane stranice)